# Bulbophyllum monosema
Bulbophyllum monosema là một loài phong lan thuộc chi Bulbophyllum.